# Marhaba Hôtels
Marhaba Hôtels, de son nom complet Société hôtelière touristique et balnéaire Marhaba, est une entreprise tunisienne fondée le 7 janvier 1964 et spécialisée dans l'hôtellerie et la thalassothérapie.
Le groupe est fondé par M'hamed Driss, né le 13 octobre 1923 à Sousse et mort le 18 mai 2022.

## Réseau
En 2012, elle exploite onze hôtels de catégories supérieures (une unité 3 étoiles, huit 4 étoiles et deux 5 étoiles) avec une capacité de 5 000 lits. Ils sont tous situés dans les zones touristiques de Sousse-Port El-Kantaoui et Hammamet :
- Marhaba Palace (4)
- Marhaba Beach (4)
- Marhaba Salem (4)
- Marhaba Royal Salem (4)
- Marhaba (3)
- Marhaba Tour Khalef (4)
- Marhaba Club (4)
- Tej Marhaba (4)
- RIU Bellevue Park (4)
- RIU Imperial Marhaba (5)
- RIU Palace Marhaba Hammamet (5), ancien Sheraton Hammamet acquis par la chaîne en 2008

Trois des hôtels comportent un centre de thalassothérapie :
- Marhaba Thalasso & Spa (RIU Palace Marhaba Hammamet) ;
- Les Néréides Thalasso (Marhaba Tour Khalef) ;
- Les Néréides Thalasso (RIU Imperial Marhaba).

Grâce à un partenariat avec le groupe hôtelier américain Starwood, il gère également deux hôtels 5 étoiles de son enseigne :
- le Sheraton Tunis Hotel & Tower ;
- le Sheraton Hammamet.